# Pseudeumastacops purusana
Pseudeumastacops purusana är en insektsart som beskrevs av Marius Descamps 1979. Pseudeumastacops purusana ingår i släktet Pseudeumastacops och familjen Eumastacidae. Inga underarter finns listade i Catalogue of Life.